# Пирожников, Григорий Александрович
Григорий Александрович Пирожников (17 августа 1869, слобода Усть-Ница Тюменского уезда Тобольской губернии — 4 октября 1963, Свердловск) — сургутский уездный исправник; краевед, инициатор открытия первой библиотеки в Сургутском уезде.

## Биография
Окончил Тобольскую духовную семинарию. С 1891 года служил в населённых пунктах Березово, Кондинское на севере губернии. С 1903 по 1917 годы — сургутский уездный исправник, глава местной администрации. Участвовал в подготовке Омской торгово-промышленной выставки 1911 года. В период 1917—1919 годов — заведующий продовольственным снабжением Сургута и Тюмени. Инициатор открытия первой библиотеки в Сургутском уезде.
Активно занимался развитием средств связи в уезде. Под его руководством в 1913 году в Сургут был проведён телеграф.

10 ноября телеграфист Шишкин принял первые телеграммы на имя Пирожникова. Из Тюмени: «Приветствую энергичного инициатора прорубленным окном Сургута к свету. Швецов». Из Тобольска: «Сердечно благодарю за память и внимание близких мне северян, радуюсь осуществлению их давнишнего желания. Дунин — Горкавич».
Как краевед занимался изучением истории края. Был членом Тобольского губернского музея, принимал участие в пополнении его коллекций. Был действительным членом Архангельского общества изучения Русского Севера. В последние годы жизни работал над большим трудом «Обь-Иртышский Север».
Скончался 4 октября 1963 года в Свердловске. Похоронен на Широкореченском кладбище.

## Публикации
- Пирожников Г. А. Записки уездного исправника.
- Пирожников Г. А. Обь-Иртышский Север. // Югра. Ханты-Мансийск. — 1994. — № 5, 9.
- Пирожников Г. А. Обь-Иртышский Север: [История здравоохранения. Сургут. уезд] // Подгот. Ф. Я. Показаньев // Югра. — 1995. — № 7. — С. 27.
- Цареградская Л. В. «Такой далекий и такой близкий Обь-Иртышский Север» — публицистический сборник, содержащий материалы по истории древней Югорской земли, собранные исследователями Г. А. Пирожниковым, Ф. Я. Показаньевым, Л. В. Цареградской. — Ханты-Мансийск. Государственный музей Природы и Человека. Северо-Сибирское региональное книжное издательство, г. Сургут, 2002. ISBN 5-8260-132-1 (ошибоч.) .

## Награды
- Благодарность от ректора Томского университета М. Ф. Попова — за оказание практической помощи в организации научных исследований в Сургутском уезде, приобретении экспонатов для зоологического кабинета университета.
- Письменная благодарность Парижского географического общества — за посылку экспонатов в Париж и содействие французскому ученому и путешественнику Полю Лабе во время его работы в Сургутском уезде.
- Тёмно-бронзовая медаль — за труды по всеобщей переписи населения 28 января 1887 года по Тобольскому округу.

## Память
- Григорий Александрович Пирожников, распоряжением главы города Сургута от 5 мая 2009 года, был занесен в книгу почета города Сургут.
- Сургутская районная центральная библиотека имени Григория Александровича Пирожникова (18 марта 2008) — одна из крупнейших в Ханты-Мансийском автономном округе-Югре библиотек.
- Экспозиция «Архив уездного исправника Григория Пирожникова» — открыта в марте 2001 года в здании Дома-музея им. Знаменского историко-культурного центра «Старый Сургут». Содержит экспонаты и документы, закупленные у семьи Пирожниковых, другие материалы из фондов Государственного музея природы и человека начала XX столетия.
- Фильм «Досье на губернатора. Исправник Григорий Пирожников». Цареградская Л. В. — Тюмень: ГТРК «Регион-Тюмень», 2003.